# DePaul University
La DePaul University è un'università cattolica statunitense situata a Chicago. Fu fondata dai vincenziani nel 1898 ed è dedicata a san Vincenzo de' Paoli (Vincent de Paul).

## Sport
I DePaul Blue Demons fanno parte della Division I NCAA, e sono da pochi anni affiliati alla potente Big East Conference. La pallacanestro è lo sport principale e le partite interne vengono spesso giocate allo United Center, campo di casa dei Chicago Bulls della NBA.

## Pallacanestro
Gli anni gloriosi per la squadra di basket di DePaul furono i '70 e gli '80, guidati da coach Ray Meyer i Blue Demons raggiunsero le Final Four nel 1979. Nel 1945 la squadra vinse il National Invitation Tournament (NIT).
Oggi i tempi gloriosi se ne sono andati, ed anche solo la qualificazione al torneo NCAA è un successo.